# Edward Graham (Offizier)
Sir Edward Ritchie Coryton Graham, KCB, KCMG (* 7. November 1858 in Kalkutta, Britisch-Indien; † 29. Januar 1951) war ein britischer Offizier und zuletzt Generalmajor der British Army, der unter anderem 1914 Kommandeur der 48th (South Midland) Division sowie während des Ersten Weltkrieges von 1914 bis 1919 stellvertretender Generaladjutant der im August 1914 aufgestellten Britischen Expeditionsstreitkräfte BEF (British Expeditionary Force) war. Er fungierte zudem zwischen 1914 und 1928 als Oberstkommandant (Colonel Commandant) des Linieninfanterieregiments Cheshire Regiment.

## Leben

### Ausbildung und Verwendungen als Offizier

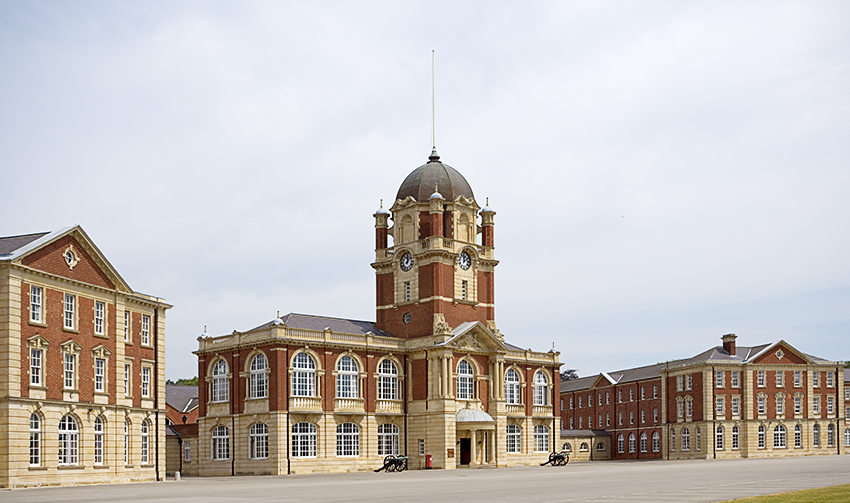
Edward Graham absolvierte eine Offiziersausbildung am Royal Military College Sandhurst.

Edward Ritchie Coryton Graham, Sohn eines Kronanwalts, absolvierte nach dem Besuch des renommierten Eton College eine Offiziersausbildung am Royal Military College Sandhurst und wurde nach deren Beendigung als Leutnant (Second Lieutenant) in das Linieninfanterieregiment Cheshire Regiment übernommen. Er wurde am 14. Januar 1880 zum Oberleutnant (Lieutenant) befördert und übernahm am 16. Juli 1884 den Posten als Adjutant des Cheshire Regiment. Den Posten als Adjutant des Cheshire Regiment hatte er bis zum 16. Juli 1889 inne und wurde in dieser Verwendung am 6. September 1885 zum Hauptmann (Captain) befördert.
Nach weiteren Verwendungen im Cheshire Regiment wurde Graham am 24. Oktober 1894 zum Major befördert und am 21. Juni 1895 als stellvertretender Assistierender Generaladjutant zum Madras Command versetzt, welches kurz zuvor aus der bisherigen Madras Army als Teil der Britisch-Indischen Armee entstanden war. Den Posten als stellvertretender Assistierender Generaladjutant bekleidete er bis zum 26. April 1899.

### Zweiter Burenkrieg und Verwendungen als Stabsoffizier
Er wurde nach seiner Beförderung zum Oberstleutnant (Lieutenant-Colonel) am 30. Mai 1899 am 28. Februar 1900 während des Zweiten Burenkrieges (1899 bis 1902) als Assistierender Chef der Militärpolizei (Assistant Provost-Marshal) im Range eines Deputy-Assistant Adjutant-General nach Südafrika versetzt und bekleidete dieses Amt bis zum 5. Januar 1901. Für seine Verdienste im Zweiten Burenkrieg wurde er am 29. November 1900 zum Companion des Order of the Bath (CB) ernannt. Er kehrte nach Kriegsende zurück und wurde Kommandeur eines Bataillons des Cheshire Regiment. Er erhielt in dieser Verwendung durch eine Royal Warrant am 10. Februar 1904 den Brevet-Rang eines Oberst (Brevet Colonel) und wurde nach Beendigung seiner Verwendung als Bataillonskommandeur am 21. April 1904 zunächst auf Halbsold (Half-pay) gesetzt.
Nach seiner Streichung von der Halbsold-Liste wurde er am 1. Januar 1905 bei gleichzeitiger Beförderung zum Oberst (Colonel) zum Assistierenden Generaladjutanten im Hauptquartier der British Army ernannt und trat die Nachfolge von Oberst Frederick Robb an. Er verblieb auf diesem Posten bis zum 10. Dezember 1908 und wurde daraufhin mit dem zeitlich befristeten Dienstgrad eines Brigadegenerals (Temporary Brigadier-General) Nachfolger von Brigadegeneral Edward Grove Kommandeur der 8. Brigade. Das Kommando über die 8. Brigade behielt er bis 3. Mai 1912 und wurde daraufhin von Brigadegeneral Beauchamp Doran abgelöst. In der Zeit als Kommandeur wurde er 3. Februar 1912 auch zum Generalmajor (Major-General) befördert, nachdem durch den Tod von Generalmajor Sir Harry Scobell ein entsprechender Dienstgrad frei wurde.

### Erster Weltkrieg und Zwischenkriegszeit
Nach anderen Verwendungen löste Generalmajor Graham am 27. Juli 1914 Generalmajor John Keir als Kommandeur der 48th (South Midland) Division ab und verblieb in dieser Verwendung bis zu seiner Ablösung durch Generalmajor Henry Heath einen Monat später im August 1914. Nachdem zu Beginn des Ersten Weltkrieges die im August 1914 die Aufstellung der Britischen Expeditionsstreitkräfte BEF (British Expeditionary Force) erfolgt war, wurde er am 25. August 1914 stellvertretender Generaladjutant der BEF. Diesen Dienstposten behielt er während des gesamten Krieges, ehe er es zu Beginn der Zwischenkriegszeit am 4. Juni 1919 zurückgab. Für seine Verdienste wurde er 1915 als Knight Commander des Order of the Bath (KCB) nobilitiert, wodurch er fortan den Namenszusatz „Sir“ führte. Des Weiteren wurde er am 8. November 1915 Kommandeur der französischen Ehrenlegion sowie 1918 auch Knight Commander des Order of St Michael and St George (KCMG).
Generalmajor Edward Graham bekleidete zudem als Nachfolger des am 17. April 1914 verstorbenen Generalmajors William Henry Ralston bis zu seiner Ablösung durch Generalleutnant Sir Hastings Anderson am 4. Dezember 1928 das Ehrenamt als Oberstkommandant (Colonel Commandant) des Linieninfanterieregiments Cheshire Regiment. Bereits acht Jahre zuvor wurde er am 7. November 1920 in den Ruhestand verabschiedet und auf die Retired Pay-list gesetzt. Er war seit 1884 mit Ada Douglas († 1943) verheiratet.